# Turmhügel Guttenberg
Der Turmhügel Guttenberg ist eine abgegangene Turmhügelburg (Motte) im Bereich des Forsthauses Guttenberg im Guttenberger Wald (südlich von Würzburg) etwa 2900 Meter westlich der Ortskirche von Reichenberg im Landkreis Würzburg in Bayern. Sie ist nicht zu verwechseln mit den Ruinen der Höhenburg der Ruine Guttenberg, die sich etwa 250 Meter südsüdwestlich davon befindet.
Der Turmhügel, von dem fast nichts bekannt ist, lag im Bereich des heutigen Forsthauses und nahe der heutigen Wüstung Rockenstatt, einem Dorf, das im Bauernkrieg 1525 zerstört wurde und unterging. Das Bodendenkmal mit der Nummer D-6-6225-0241 wird in der Zeitstellung als Motte ins hohe bis späte Mittelalter gelegt und wurde von späteren Jagdschlössern des 16. bis 19. Jahrhunderts überbaut, die ebenfalls bereits abgegangen sind. An deren Stelle steht heute das Forsthaus Guttenberg (Gaststätte mit Biergarten), in dem Reste einer Inschriftentafel von 1556 vom abgegangenen ersten Jagdschloss eingebaut sind.